# Ana Lúcia Torre
Ana Lúcia Torre Rodrigues (São Paulo, 21 de abril de 1945) é uma atriz brasileira. Conhecida por sua versatilidade em atuação, ganhou destaque, em especial, por seus trabalhos na televisão. Ela já ganhou vários prêmios, incluindo um Prêmio APCA, um Prêmio Guarani e um Prêmio Mambembe, além de ter recebido indicações para Grande Otelo, dois Prêmios Qualidade Brasil e um Prêmio Shell.
Torre começou a estudar teatro na década de 1960, formando-se profissionalmente em Lisboa, Portugal. Começou sua carreira nos palcos em 1966 em Morte e Vida Severina, na montagem da peça. Morou durante anos em países europeus, como na Noruega e na Inglaterra, voltando para o Brasil na década de 1970, quando fez sua estreia profissional como atriz na peça Equus, em 1976. No mesmo ano fez sua estreia na televisão em uma pequena participação na novela Escrava Isaura. No entanto, seu primeiro grande papel na televisão foi em 1977 na novela Dona Xepa, como a esnobe Glorita. Desde então, intensificou seus trabalhos na televisão, sobretudo em telenovelas, tornando-se muito popular no meio artístico.
Ela protagonizou diversas peças de teatro, como O Castelo das Sete Torres, que lhe rendeu uma indicação ao Prêmio Mambembe de melhor atriz, a maior premiação do teatro brasileiro à época, em 1979. Em 1995 se destacou no espetáculo Rastro Atrás, como Mariana, recebendo o Prêmio Mambembe de melhor atriz coadjuvante. Na televisão, ela ainda obteve destaque nas novelas Tieta (1989) e A Indomada (1997), saindo-se vencedora do Prêmio APCA de melhor atriz coadjuvante em televisão pela última. Em 2001, ela esteve em um montagem da peça de sucesso Eles Não Usam Black-tie, como Romana, e por esse trabalho foi indicada ao Prêmio Governador do Estado de melhor atriz. Em 2005 ela interpretou um de seus papéis mais marcantes na televisão: a vilã perversa Débora Saboya na novela Alma Gêmea. A personagem se popularizou, especialmente pela cena da sua morte na trama, que viralizou na internet com diversos memes. Por esse trabalho, ela foi indicada ao Prêmio Qualidade Brasil de melhor atriz coadjuvante.
No cinema, Ana Lúcia também recebeu aclamação por sua atuação. Em 2008 protagonizou o curta-metragem Na Madrugada, sendo muito elogiada e vencendo o Troféu Candango de melhor atriz pelo Festival de Brasília. Em 2010 protagonizou a tragicomédia Reflexões de um Liquidificador, como a dona de casa Elvira. Torre foi reverenciada por sua interpretação, recebendo vários prêmios, incluindo o Prêmio Guarani de Melhor Atriz, maior premiação da critica cinematográfica do país. Ainda em 2010 foi protagonista da peça Seria Cômico Se Não Fosse Sério, novamente sendo elogiada pela crítica e indicada ao Prêmio Shell de Melhor Atriz. Em 2011 esteve na novela Insensato Coração, como a vilã cômica Tia Neném, trabalho de muita repercussão e pelo qual foi indicada ao Prêmio Qualidade Brasil, Prêmio Extra e Prêmio Contigo!, todos na categoria de melhor atriz coadjuvante. Em 2018 foi indicada ao Grande Otelo e ao Prêmio Guarani de Melhor Atriz Coadjuvante por seu papel no filme Bingo: O Rei das Manhãs. Ela ainda teve grandes papéis nas novelas Verdades Secretas (2015), Espelho da Vida (2018), Quanto Mais Vida, Melhor! (2021) e Travessia (2022).

## Biografia
Ingressou no curso de Ciências Sociais na Pontifícia Universidade Católica de São Paulo em 1965. Durante o curso universitário interessou-se por grupos de teatro. O diretório da instituição queria apenas um grupo de teatro, e sorteou fez testes com os inscritos, e Ana Lúcia passou os testes que envolviam decoração de textos e criação de cenas e interpretação. O grupo montou e reproduziu o espetáculo Morte e Vida Severina em 1966. Entre seus colegas de teatro universitário, se destacam Chico Buarque de Hollanda, um dos maiores músicos, dramaturgos e escritores do Brasil, e Cláudio Tozzi, um dos mais renomados pintores e artistas plásticos da atualidade.
Apaixonada pelo mundo artístico, Ana Lúcia trancou o curso em 1966 e decidiu fazer curso profissionalizante de teatro em Lisboa, para onde muitos jovens da época foram estudar artes cênicas. Lá, ela morava em uma república de estudantes e recebia dinheiro dos pais para se manter. Após um ano e meio estudando, criando peças e se apresentando, Ana Lúcia conheceu um brasileiro, que se tornou seu primeiro namorado, e seria seu futuro primeiro marido, em 1967. Logo começaram a namorar e após um ano e meio de namoro, em 1968, seu namorado revelou que queria estudar direito marítimo na Noruega, e a pediu em casamento. Ana Lúcia aceitou, e foram para São Paulo, onde casaram-se oficialmente em uma pequena cerimônia no civil, e de lá, foram morar em Oslo, capital norueguesa. No país distante e gelado, Ana Lúcia teve que aprender o idioma local, além do inglês, e para ajudar o marido com as despesas, trabalhou como camareira de hotel, vendedora de loja e depois como secretária da Embaixada do Brasil. Após quatro anos na Noruega, e com seu marido já formado, o casal se mudou em 1972 para Londres, onde seu marido faria uma especialização em sua área de estudo, onde o casal morou por um ano. Na época em que morou na Inglaterra, Ana Lúcia trabalhou como executiva administrativa na Comissão Aeronáutica Brasileira. Ao chegar de volta ao Brasil, em 1973, foram morar em São Paulo. Ana Lúcia e seu marido reencontraram um grande casal de amigos: Celso Nunes e Regina Braga, pais do ator Gabriel Braga Nunes. Após alguns anos, devido a brigas constantes, o casal se divorciou. Depois dele, Ana Lúcia casou-se mais duas vezes.

## Carreira

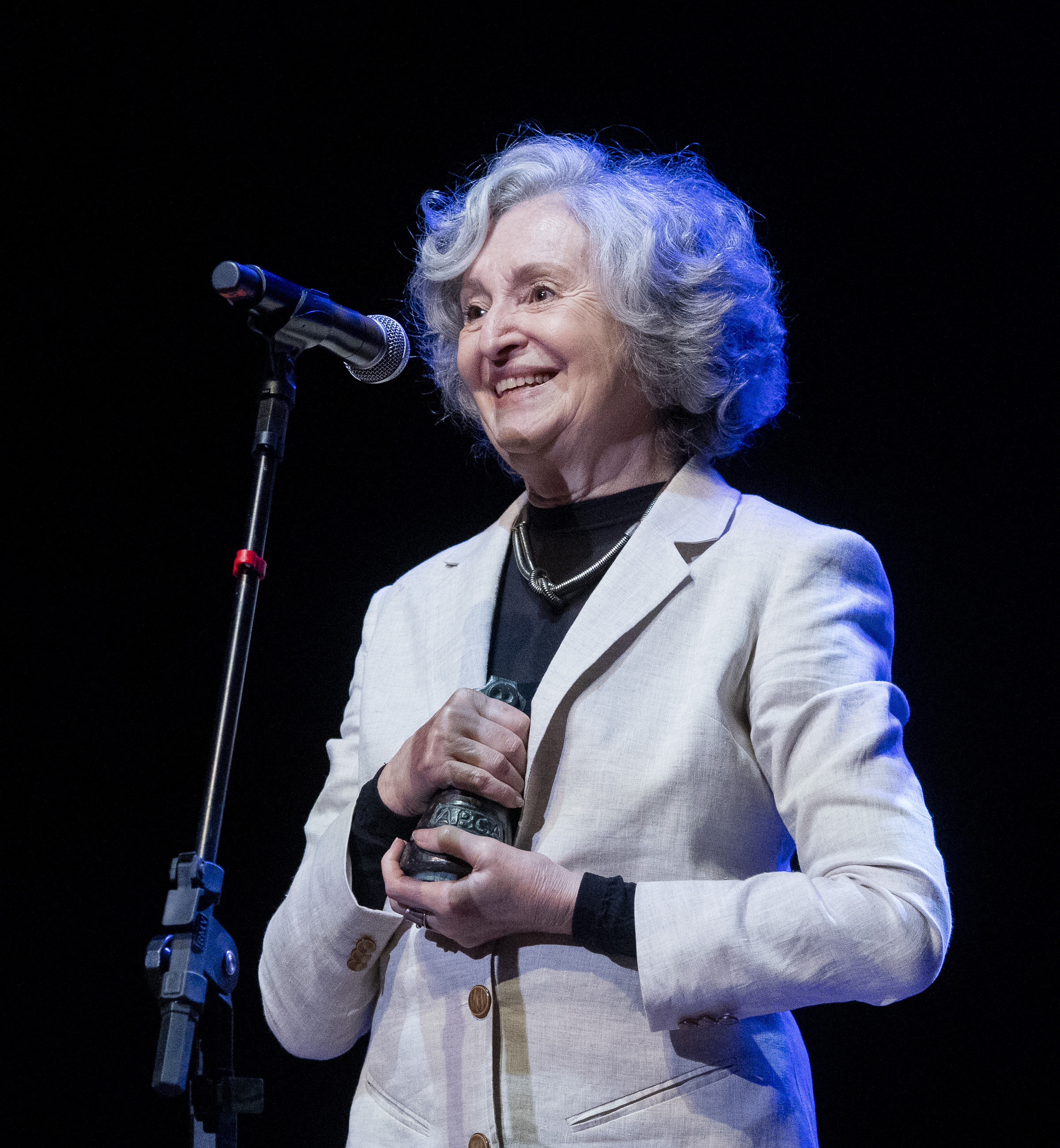
Torre recebe o “Grande Prêmio da Crítica” durante o Prêmio APCA por sua “inestimável contribuição ao teatro” (2023)

Ana começou no teatro. Celso Nunes, diretor teatral, a convidou para atuar na peça teatral Equus, e aos 30 anos estreou profissionalmente. Atuou em diversas peças de teatro pelo Brasil e no exterior. Na televisão iniciou sua carreira no ano de 1977, em Dona Xepa, onde viveu a grã-fina fútil e falida Glorita. Depois de viver sete anos na Europa, de volta ao Brasil, Ana Lúcia protagoniza várias peças como Seria Cômico se não fosse sério, espetáculo que lhe rendeu a indicação de melhor atriz ao prêmio Shell de 2010.
Um de seus maiores papéis na televisão foi a diabólica vilã Débora, na novela Alma Gêmea, em 2005. Também participou de várias produções como a primeira versão de Ciranda de Pedra, Tieta, Renascer, A Indomada, O Cravo e a Rosa,O Profeta, Sete Pecados, Caras & Bocas, Insensato Coração, onde obteve bastante destaque. Atuou em Amor Eterno Amor como a milionária Verbena Borges, que procura reencontrar o filho desaparecido há 30 anos. Em 2013 atuou em Joia Rara, interpretando a coantagonista Frau Gertrudes. Em 2015 interpreta a humilde professora aposentada Hilda, na novela das onze Verdades Secretas. Na montagem para o teatro de Morte e Vida Severina, de João Cabral de Mello Neto, ganhou o primeiro lugar no Festival Internacional de Teatro Universitário em Nancy, na França. Em 2016, aceita o convite de Walcyr Carrasco e retoma a parceria com o autor, e integra o elenco da novela das 18 horas Êta Mundo Bom! onde obteve destaque, interpretando a doce e amigável Camélia, dona de uma pensão onde vivem diversos personagens da trama, e ainda tem que lidar a doença da neta Jerusa, a quem criou como filha. Em 2017, volta a integrar o elenco de uma novela das 21 horas, desta vez participando do sucesso O Outro Lado do Paraíso, também de Walcyr Carrasco, nesta interpretando a reclamona de língua afiada Adineia, uma verdadeira "mãe-coruja". O personagem, logo fez sucesso, devido a sua veia cômica.

## Vida pessoal
Foi casada por três vezes. Seu terceiro marido fora José Luiz Moreno Maffei Rosa. O matrimônio durou 22 anos, até 2010, quando devido a divergências conjugais, optaram pelo divórcio, mas continuam amigos, mesmo separados. A atriz revelou em entrevistas que por decisão própria, por causa da carreira, adiou a maternidade, e que por muitos anos, não queria ter filhos, mas quando começou a querer ser mãe, a idade já avançada para uma primeira gestação colocou em risco esse desejo, mas a atriz não fez nenhum tipo de tratamento, e deixou tudo nas mãos de Deus, e quando não esperava mais conseguir ter filhos, já tendo desistido de tentar por meios naturais, engravidou naturalmente aos 40 anos. Seu único filho, nascido em 1985, fruto de seu segundo casamento, é o baixista Pedro Lobo, que é casado, e lhe deu netos gêmeos, os meninos Marcos e André. Em julho de 2020, perdeu sua mãe dona Antonieta de 95 anos, que morava com ela.

## Filmografia

### Televisão
| Ano  | Título                                          | Personagem                               | Nota                                                    |
| ---- | ----------------------------------------------- | ---------------------------------------- | ------------------------------------------------------- |
| 1977 | Dona Xepa                                       | Glória Camargo (Glorita)                 |                                                         |
| 1977 | Sinhazinha Flô                                  | Ermelinda                                |                                                         |
| 1979 | Memórias de Amor                                | Isabel, Princesa do Brasil               |                                                         |
| 1979 | Marron Glacê                                    | Teresa                                   |                                                         |
| 1979 | Carga Pesada                                    | Tia de Dequinha                          | Episódio: "Adeus, Dequinha"                             |
| 1980 | As Três Marias                                  | Norma                                    |                                                         |
| 1981 | Ciranda de Pedra                                | Celina Garcia Cassini                    |                                                         |
| 1982 | O Homem Proibido                                | Olívia                                   |                                                         |
| 1983 | Caso Especial                                   | Zuzu                                     | Episódio: "Adeus, Marido Meu"                           |
| 1984 | Corpo a Corpo                                   | Olga                                     |                                                         |
| 1987 | Corpo Santo                                     | Marta                                    |                                                         |
| 1988 | Olho por Olho                                   | Lúcia                                    |                                                         |
| 1989 | Tieta                                           | Juracy Pitombo                           |                                                         |
| 1990 | Brasileiras e Brasileiros                       | Clara                                    |                                                         |
| 1991 | Mundo da Lua                                    | Professora de Português                  | Episódio: "O Primeiro da Classe"                        |
| 1993 | Renascer                                        | Quitéria                                 |                                                         |
| 1995 | As Pupilas do Senhor Reitor                     | Josefa das Graças (Zefa)                 |                                                         |
| 1997 | A Indomada                                      | Cleonice Williams Mackenzie              |                                                         |
| 1998 | Serras Azuis                                    | Dona Plóplo                              |                                                         |
| 1998 | Contos de Natal                                 | Anabel                                   | Episódio: "Sinal dos Tempos"                            |
| 1998 | Meu Bem Querer                                  | Mãe de Santo                             | Participação especial                                   |
| 1999 | Santo de Casa                                   | Gigi                                     |                                                         |
| 2000 | O Cravo e a Rosa                                | Leonor Fernandes (Neca)                  |                                                         |
| 2001 | Porto dos Milagres                              | Salete                                   |                                                         |
| 2002 | Desejos de Mulher                               | Dra. Regina                              |                                                         |
| 2002 | O Beijo do Vampiro                              | Sílvia                                   |                                                         |
| 2002 | Esperança                                       | Mãe de Marcos                            |                                                         |
| 2004 | Um Só Coração                                   | Sálua                                    |                                                         |
| 2004 | Carga Pesada                                    | Zíngara                                  | Episódio: "Zíngara"                                     |
| 2005 | Alma Gêmea                                      | Débora Ávilla Saboya                     |                                                         |
| 2006 | O Profeta                                       | Inspetora Hilda Vieira                   |                                                         |
| 2007 | Sete Pecados                                    | Anja Guilhermina                         |                                                         |
| 2008 | Casos e Acasos                                  | Regina                                   | Episódio: "O Desejo Escondido, o Cara Deprimido.."      |
| 2008 | Dicas de um Sedutor                             | Mãe de Betão                             | Episódio: "O Borogodó"                                  |
| 2008 | Guerra e Paz                                    |                                          | Episódio: "Macho & Fêmea"                               |
| 2008 | Xuxa e as Noviças                               | Sumara                                   | Especial de Natal                                       |
| 2009 | Caras & Bocas                                   | Esther Abraham                           |                                                         |
| 2011 | Insensato Coração                               | Anita Brandão (Tia Neném)                |                                                         |
| 2012 | Amor Eterno Amor                                | Verbena Borges                           |                                                         |
| 2012 | Louco por Elas                                  | Dra. Olga                                | Episódio: "Violeta Faz Todos Embarcarem em Sua Loucura" |
| 2013 | Joia Rara                                       | Frau Gertrude Ducker Hauser              |                                                         |
| 2015 | Verdades Secretas                               | Hilda Brito                              | Temporada 1                                             |
| 2016 | Êta Mundo Bom!                                  | Camélia Batista                          |                                                         |
| 2017 | Os Homens São de Marte... e É Pra Lá Que Eu Vou | Dona Onete                               | Temporada 3                                             |
| 2017 | O Outro Lado do Paraíso                         | Adnéia dos Passos                        |                                                         |
| 2018 | Espelho da Vida                                 | Gentileza Marques (Gentil)               |                                                         |
| 2018 | Espelho da Vida                                 | Madre Joana                              |                                                         |
| 2019 | A Dona do Pedaço                                | Berta Teixeira Muniz                     | Episódios: "20 de setembro–21 de novembro"              |
| 2020 | Bom Sucesso                                     | Cecília Prado Monteiro                   | Episódio:"24 de janeiro"                                |
| 2021 | Quanto Mais Vida, Melhor!                       | Celina Monteiro Bragança                 |                                                         |
| 2022 | Travessia                                       | Maria Luiza Alencastro Sampaio (Cotinha) |                                                         |
| 2024 | Fuzuê                                           | Mercedes Pereira                         | Episódios: "12 de janeiro–1 de março"                   |

### Cinema
| Ano  | Título                                          | Papel                             | Nota           |
| ---- | ----------------------------------------------- | --------------------------------- | -------------- |
| 1981 | Um Menino...Uma Mulher                          | Dona Rita                         |                |
| 1982 | Retrato Falado de uma Mulher sem Pudor          | —                                 |                |
| 1988 | Romance da Empregada                            | Mãe na fila do cinema             |                |
| 1991 | Manobra Radical                                 | Teresa                            |                |
| 1991 | A Revolta dos Carnudos                          | —                                 |                |
| 2000 | Através da Janela                               | Tomasina                          |                |
| 2001 | Paúra                                           | —                                 | Curta-metragem |
| 2001 | Os Xeretas                                      | Alana                             |                |
| 2004 | O Vestido                                       | Tia Adélia                        |                |
| 2004 | Como Fazer um Filme de Amor                     | Mãe de Laura                      |                |
| 2004 | Francamente...                                  | Ângela                            | Curta-metragem |
| 2005 | Quanto Vale Ou é Por Quilo?                     | Maria Antônia do Rosário / Nôemia |                |
| 2005 | O Retrato da Felicidade                         | Psiquiatra                        | Curta-metragem |
| 2006 | Paid                                            | Empregada                         |                |
| 2007 | O Primo Basílio                                 | Vizinha                           |                |
| 2008 | Na Madruga                                      | Margot                            | Curta-metragem |
| 2009 | Os Inquilinos                                   | Diretora da Escola                |                |
| 2010 | Reflexões de um Liquidificador                  | Elvira                            |                |
| 2012 | E a Vida Continua...                            | Brígida                           |                |
| 2012 | O Mundo de Ulim e Oilut                         | Bruxa                             | Curta-metragem |
| 2014 | Os Homens São de Marte... e É pra lá que Eu Vou | Tia Sueli                         |                |
| 2015 | Meus Dois Amores                                | Vó Lindelena                      |                |
| 2016 | Através da Sombra                               | Dona Geraldina                    |                |
| 2017 | Bingo: O Rei das Manhãs                         | Marta Mendes                      |                |
| 2017 | Um Tio Quase Perfeito                           | Cecilia                           |                |
| 2021 | Um Tio Quase Perfeito 2                         | Cecilia                           |                |

## Teatro
| Ano  | Título                                          | Personagem             |
| ---- | ----------------------------------------------- | ---------------------- |
| 1976 | Equus                                           | Hesther Salomon        |
| 1978 | Fero-Cidade                                     |                        |
| 1978 | Os Veranistas                                   | Olga, mulher do médico |
| 1979 | O Castelo das Sete Torres                       |                        |
| 1979 | Um Rubi no Umbigo                               |                        |
| 1979 | O Lápis Mágico                                  |                        |
| 1979 | Ato Cultural                                    |                        |
| 1980 | Sr. Galindez                                    |                        |
| 1980 | Campeões do Mundo                               |                        |
| 1980 | Rasga Coração                                   |                        |
| 1981 | Vamos Brincar de Brincar                        |                        |
| 1981 | A Senhorita de Tácna                            |                        |
| 1982 | O Suicídio                                      |                        |
| 1983 | A Milionária                                    | Patrícia               |
| 1983 | O Olho Azul da Falecida                         |                        |
| 1984 | Muitos Anos de Vida                             |                        |
| 1985 | Um Beijo, um Abraço, um Aperto de Mão           |                        |
| 1986 | A Casa de Bernarda Alba                         | Angústias              |
| 1987 | La Malasangre                                   |                        |
| 1989 | Suburbano Coração                               |                        |
| 1991 | As Raposas de Café                              |                        |
| 1992 | Essas Mulheres                                  |                        |
| 1993 | Senhora Klein                                   | Senhora Klein          |
| 1994 | O Noviço                                        | Viúva Florência        |
| 1994 | Vestido de Noiva                                | Dona Laura             |
| 1995 | Rasto Atrás                                     | Mariana                |
| 1995 | Morte e Vida Severina                           |                        |
| 1997 | A Dama do Cerrado                               |                        |
| 2001 | Eles não Usam Black-tie                         | Romana                 |
| 2001 | Rose Rose                                       | Rose                   |
| 2002 | Norma                                           | Norma                  |
| 2003 | Tartufo                                         | Dorina                 |
| 2004 | Arsênico e Alfazema                             | Martha Brewster        |
| 2006 | Operação Abafa                                  |                        |
| 2010 | Seria Cômico Se Não Fosse Sério                 | Atriz decadente        |
| 2011 | Quanto Tempo da Vida Eu Levo Para Ser Feliz     | Mãe                    |
| 2012 | Como se Tornar uma Super Mãe Judia em 10 lições | Mãe Judia              |
| 2014 | À Beira Do Abismo Me Cresceram Asas             | Terezinha              |
| 2017 | Num Lago Dourado                                | Ethel Thayer           |
| 2022 | Longa Jornada Noite Adentro                     | Mary Tyrone            |
| 2024 | Paixão de Cristo                                | Maria                  |
| 2024 | Shakespeare Apaixonado                          | Rainha Elizabeth I     |

## Prêmios e indicações
| Ano  | Prêmio                              | Categoria                      | Indicação                       | Resultado | Ref    |
| ---- | ----------------------------------- | ------------------------------ | ------------------------------- | --------- | ------ |
| 1979 | Troféu Mambembe                     | Melhor Atriz                   | O Castelo das Sete Torres       | Indicado  | [ 16 ] |
| 1996 | Troféu Mambembe                     | Melhor Atriz Coadjuvante       | Rastro Atrás                    | Venceu    | [ 16 ] |
| 1998 | Prêmio APCA de Televisão            | Melhor Atriz Coadjuvante       | A Indomada                      | Venceu    |        |
| 2001 | Prêmio Governador do Estado         | Melhor Atriz                   | Eles não Usam Black-tie         | Indicado  | [ 16 ] |
| 2006 | Prêmio Arte Qualidade Brasil        | Melhor Atriz Coadjuvante       | Alma Gêmea                      | Indicado  |        |
| 2008 | Festival de Cinema de Brasília      | Melhor Atriz em Curta-Metragem | Na Madrugada                    | Venceu    | [ 42 ] |
| 2010 | Prêmio Shell de Teatro              | Melhor Atriz                   | Seria Cômico Se Não Fosse Sério | Indicado  | [ 43 ] |
| 2011 | Prêmio Extra de Televisão           | Melhor Atriz Coadjuvante       | Insensato Coração               | Indicado  | [ 44 ] |
| 2011 | Prêmio Arte Qualidade Brasil        | Melhor Atriz Coadjuvante       | Insensato Coração               | Indicado  | [ 45 ] |
| 2011 | Prêmio Contigo! de TV               | Melhor Atriz Coadjuvante       | Insensato Coração               | Indicado  | [ 46 ] |
| 2011 | Festival SESC de Melhores Filmes    | Melhor Atriz da Crítica        | Reflexões de um Liquidificador  | Venceu    | [ 47 ] |
| 2011 | Festival SESC de Melhores Filmes    | Melhor Atriz do Público        | Reflexões de um Liquidificador  | Venceu    | [ 47 ] |
| 2011 | Prêmio Fiesp/Sesi-SP de Cinema e TV | Melhor Atriz                   | Reflexões de um Liquidificador  | Venceu    | [ 48 ] |
| 2011 | Prêmio Guarani de Cinema Brasileiro | Melhor Atriz                   | Reflexões de um Liquidificador  | Venceu    |        |
| 2011 | Prêmio Contigo! de Cinema Nacional  | Melhor Atriz (voto público)    | Reflexões de um Liquidificador  | Indicado  | [ 49 ] |
| 2011 | Prêmio Contigo! de Cinema Nacional  | Melhor Atriz (voto da crítica) | Reflexões de um Liquidificador  | Indicado  | [ 49 ] |
| 2014 | Prêmio Selo Referência Nacional     | Troféu Chico Xavier            | Homenagem                       | Venceu    | [ 50 ] |
| 2017 | Festival SESC de Melhores Filmes    | Melhor Atriz                   | Através da Sombra               | Indicado  |        |
| 2018 | Prêmio Guarani de Cinema Brasileiro | Melhor Atriz Coadjuvante       | Bingo: O Rei das Manhãs         | Indicado  | [ 51 ] |
| 2018 | Grande Prêmio do Cinema Brasileiro  | Melhor Atriz Coadjuvante       | Bingo: O Rei das Manhãs         | Indicado  | [ 52 ] |
| 2022 | Prêmio Cenym de Teatro              | Melhor Atriz                   | Longa Jornada Noite Adentro     | Pendente  |        |
| 2022 | Prêmio Cenym de Teatro              | Melhor Elenco                  | Longa Jornada Noite Adentro     | Pendente  |        |
| 2022 | Prêmio APCA de Teatro               | Melhor Atriz                   | Longa Jornada Noite Adentro     | Indicada  | [ 54 ] |
| 2022 | Prêmio APCA de Teatro               | Grande Prêmio da Crítica       | Longa Jornada Noite Adentro     | Venceu    | [ 55 ] |
| 2023 | Prêmio Shell - SP                   | Melhor Atriz                   | Longa Jornada Noite Adentro     | Indicada  | [ 57 ] |
| 2024 | Prêmio Cenym de Teatro Nacional     | Melhor Elenco                  | Shakespeare Apaixonado          | Pendente  |        |